# Gibbaranea hetian
Gibbaranea hetian là một loài nhện trong họ Araneidae. Loài này được tìm thấy ở Trung Quốc và Mông Cổ. Loài này được miêu tả khoa học năm 1989